# Highnam
Highnam is een civil parish in het Engelse graafschap Gloucestershire met 1936 inwoners.